# Мариинский канал

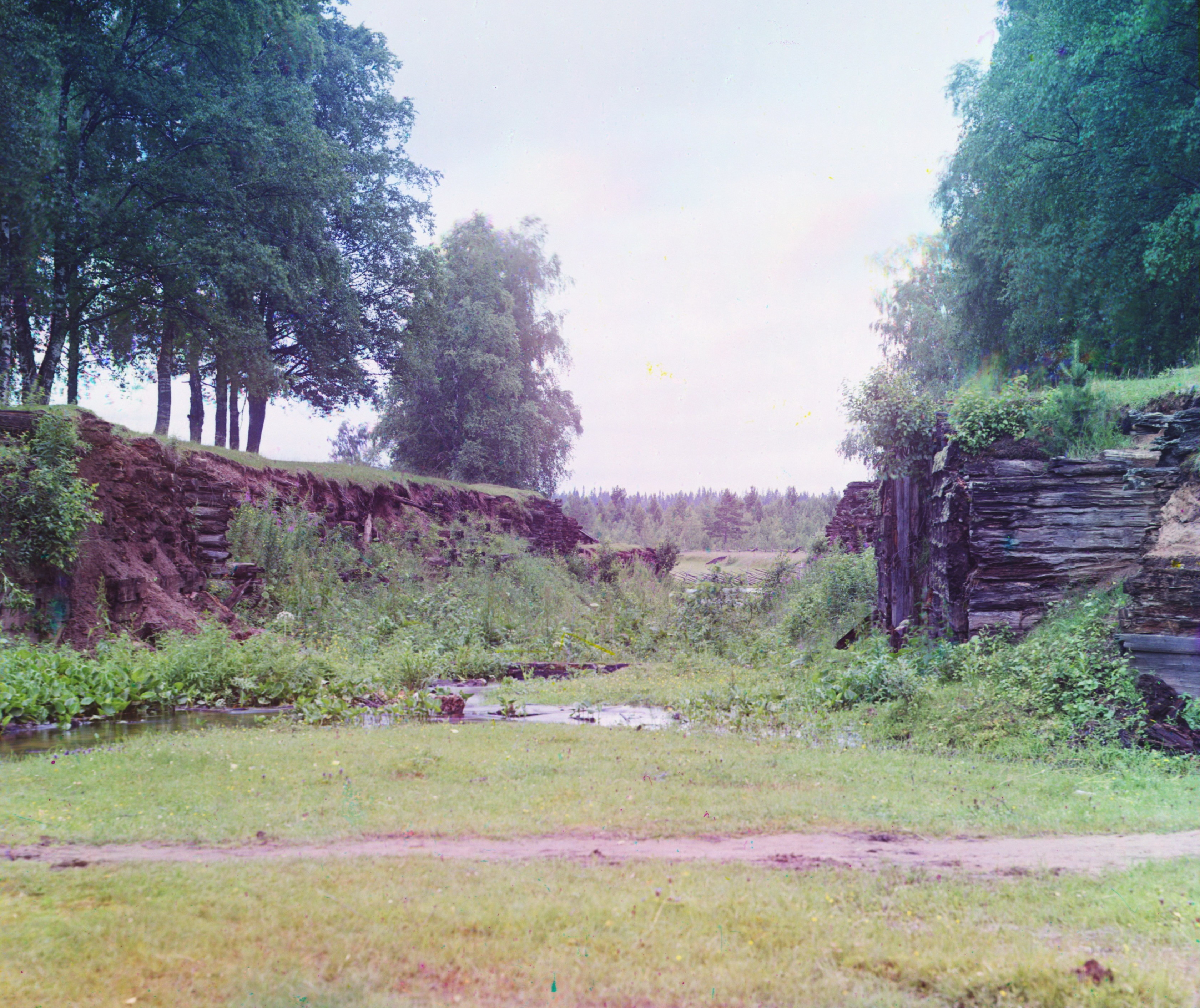
Петровский шлюз на старом Мариинском канале. 1909 год

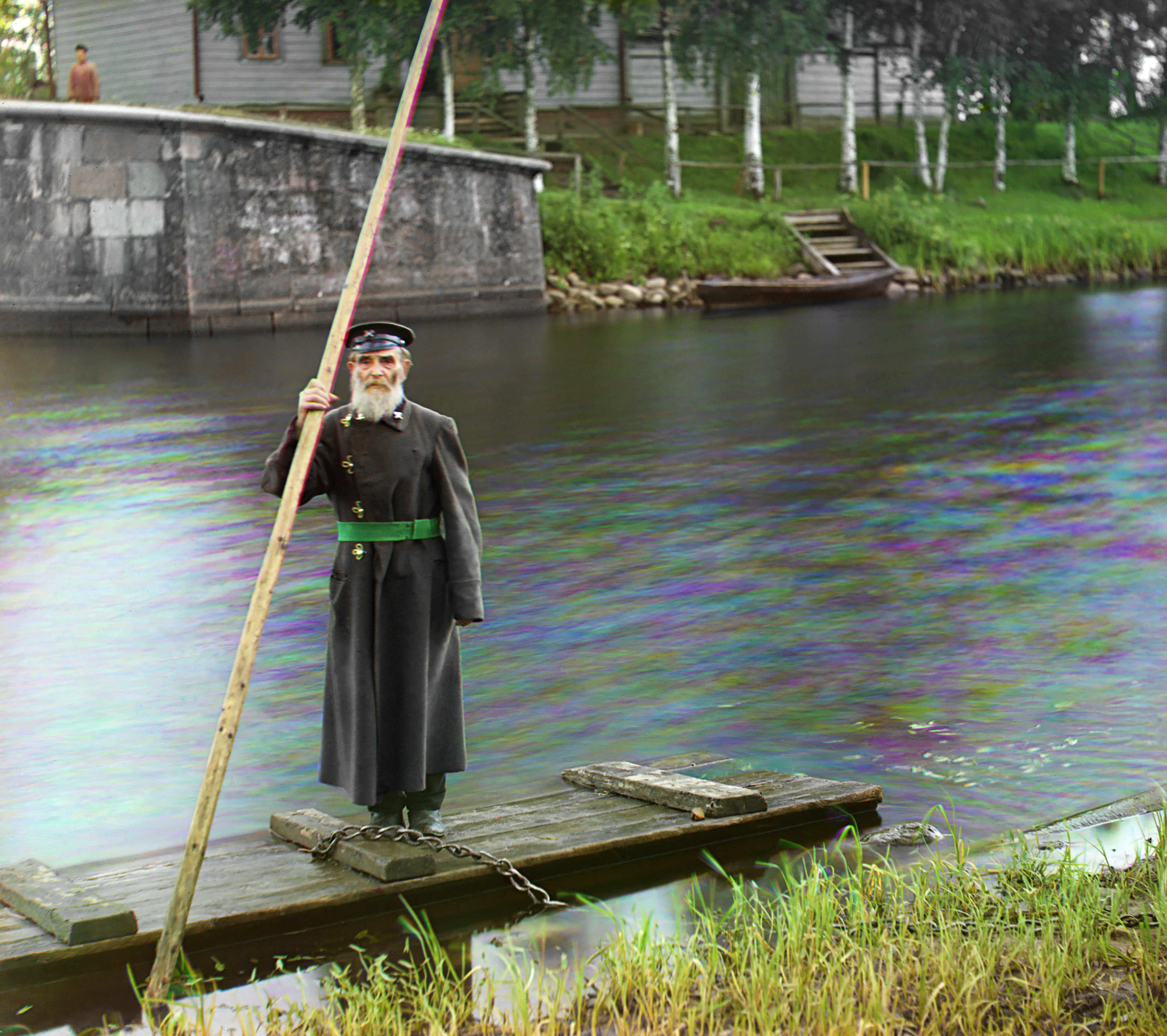
Контролёр на Мариинском канале (С. М. Прокудин-Горский, 1909)

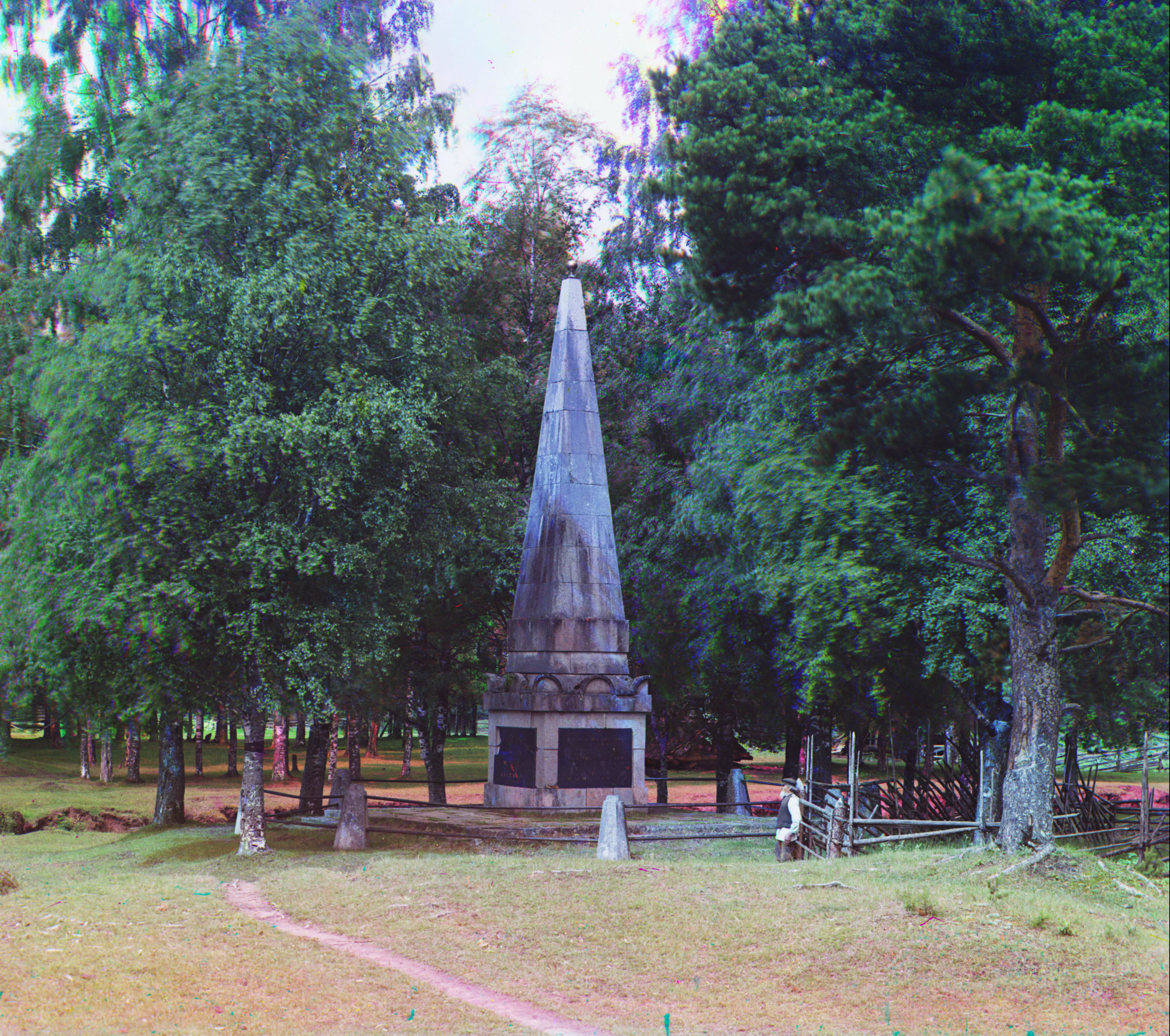
Памятник соединению Вытегры и Ковжи у шлюза Св. Петра. 1909 год

Вытегорский, или Мариинский канал — ключевое звено Мариинской водной системы, соединявшее реки Ковжу и Вытегру. В 1886 году на смену старому каналу прорыт Ново-Мариинский канал, прошедший севернее Маткозера. Оба канала расположены в Вытегорском районе Вологодской области России.
Впоследствии современный Волго-Балтийский канал частично прошёл по пути Мариинского канала, а Ново-Мариинский канал утратил актуальность и ныне частично засыпан.

## Мариинский канал

#### Предыстория
Строительство Вытегорского канала задумывалось ещё Петром I. Началу работ препятствовал недостаток финансирования. Средства в сумме 400 тыс. рублей в год были выделены заимообразно из сохранной казны воспитательных домов. Этим фондом заведовала императрица Мария Фёдоровна. Её супруг император Павел I 20 января 1799 года подписал указ:

Повелели Мы, принимая сумму сию займообразно из оного места на подлежащих условиях, приобщить её к прочим суммам, по водяной коммуникации ассигнованным, а канал во изъявления признательности Нашей к таковому споспешествованию Ея Императорского Величества и на память потомству, соизволяем Мы именовать Мариинским.

#### Строительство
Строительство начато в 1799 году. Система строилась силами Департамента водных коммуникаций, который возглавлял Н. П. Румянцев. Непосредственное руководство строительством системы было возложено на инженер-генерала Ф. П. Деволанта, для чего при нём было создано специальное управление.
По первоначальному плану предусматривалось строительство 26-ти шлюзов и в 1801 году 8 из них было построено и прорыт соединительный канал. Уже несколько позже соорудили два непредусмотренных проектом шлюза в Шестовской и Белоусовской быстринах р. Вытегры.
- В 1808 году из Ковжи в Вытегру прошло первое судно с осадкой менее 1 м.
- 21 июля 1810 года было официально объявлено об открытии судоходства по Мариинской водной системе. Стоимость строительства составила 2 771 000 руб.
- У шлюза Св. Петра в деревне Петровское (ныне Старое Петровское) была поставлена деревянная круглая часовня в память посещения этих мест Петром I (не сохранилась). После строительства Ново-Мариинского канала, в ней хранились иконы «с упраздненных шлюзов и некоторые другие старинные предметы, имеющие большой исторический интерес».
- Поблизости от часовни по приказу генерала Деволанта установили гранитный четырёхгранный обелиск с металлическими досками: «Щедрым предстательством Императрицы Марии начат сей канал 1799 года по повелению Супруга Ея Императора Павла I-го совершен при Сыне Ея Императоре Александре I-м по повелению коего монумент сей сооружен» — «Петрову мысль Мария свершила».

#### Описание Мариинского канала
- Наивысшая точка водораздела. Раздельная часть, протяжённостью 3 версты 429 саж. состояла из Екатерининского бассейна, прокопанного канала и Маткоозера. Высота над уровнем Балтийского моря (по Кронштадтской рейке) — 60,17 саж. Суда поднимались в канал из Ковжи на 40,44 фута, опускались к Вытегре на 36,36 футов.
- Канал начинался в 9-ти верстах выше шлюза Св. Анны у деревни Грязный Омут на Ковже. Прорезал два озерца, Матко-озеро, Екатерининский бассейн.
- На канале устроили 6 шлюзов. Питался водами Ковжского озера посредством Константиновского водопровода (длиною 10 вёрст 266 саж.; падение — около 105 футов).
- Св. Петра (двухкамерный, 15,6 фут.)
- Св. Елены (однокамерный, 8,33 фут.)
- Св. Марии (двухкамерный, 12,43 фут.)

Ниже шлюза Св. Марии, пройдя Лудожское озеро канал выводил к р. Вытегре у деревни Верхний Рубеж.

## Ново-Мариинский — Каменный канал

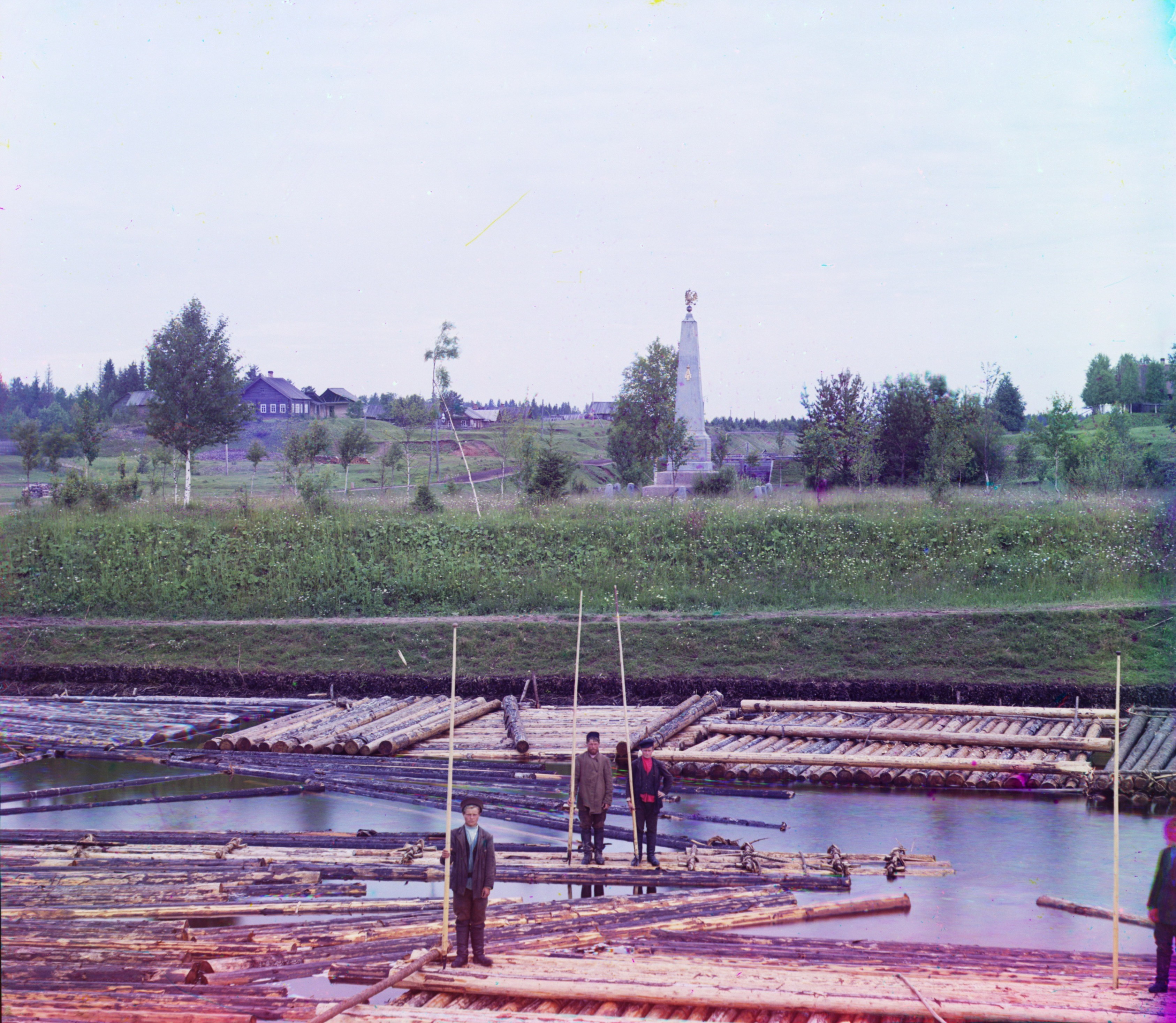
Памятник на Ново-Мариинском канале. Фото 1909 г.

Медаль в память открытия Ново-Мариинского канала

В связи с развитием капитализма после отмены крепостного права и ростом экспорта пшеницы в Европу пропускная способность Мариинской системы была признана недостаточной. В августе 1882 года начаты работы по строительству Ново-Мариинского канала. Он построен северо-восточнее старого. Протяжение общее — 9 км. Общая часть со старым Мариинским каналом до соединения с Шимой (Вытегрой в верхнем течении) — 1,3 км. Высота раздельного бьефа — 119 м над уровнем Балтийского моря (по Кронштадтской рейке). Раздельный бьеф в сравнении со старым каналом был понижен на 9 м, при этом отпала необходимость в 9-ти шлюзных камерах и Константиновском водопроводе. Новый канал питался водой верхней части р. Ковжи, подпёртой плотиной у истока реки из Ковжского озера, посредством Александровского водоспуска. Ширина канала по дну — 21 м, глубина — 2,1. Впоследствии ежегодно расчищался от засоров и расширялся: на 1913 г. ширина канала по дну на четырёх средних верстах — 9 саж., на подходах к шлюзам и за шл. Св. Петра — 11 саж. Работы были завершены к 1-му мая 1886 году. Стоимость сооружения — 2 миллиона руб.
В память окончания строительства у шлюза Св. Александра установили четырёхгранный обелиск (сохранился с утратами; в 1960-е гг. перенесён в Вытегру). Надписи на досках: «Новый соединительный канал между рекам Вытегрою и Ковжею. Начат в 1882 г. Окончен в 1886 году в царствование ИМПЕРАТОРА АЛЕКСАНДРА III-го» — «Канал сооружен в управление Министерством П. С. генерал-адъютанта адмирала Посьета при директоре департамента шоссе и вод. сообщений тайн. сов. инженере Фадееве» — «Работы начал инж. Мицевич. Окончил инж. Звягинцев. Техническое присутствие составляли: начальник Вытегорского округа инж. Эйдригевич, инж. Бернадский и начальник работ» — «Раздельный плес нового канала ниже раздельного плеса старого на 4,32 саж. Работа предпринята по мысли инж. Мысловского, по направлению избранному инж. Бучацким и исполнена подрядчиками отставными инженерами Михайловским и Яфимовичем, и их уполномоченным инж Доманевским».
Канал находился в ведении 4-го технического участка Вытегорского округа путей сообщения. Освещался калильными фонарями. За бечевником прорыли кюветы и уложили дренаж; для выпуска воды из-за бечевника устроено 10 каменных труб и 2 деревянных моста. По бровке бечевника шёл возвышенный барьерный брус. Откосы канала на протяжении 463 саж. были укреплены подпорными стенками, 400 саж. — фашинного, 280 саж. — плетневого укрепления.
В 1886 году в память была выбита из меди настольная медаль (диаметром 8,5 см) на аверсе портреты Петра I, Павла I, Марии Федоровны, Александра II и Александра III и надпись: «В память открытия нового соединительного канала рек Вытегры и Ковжи Мариинского водного пути 1886»; на реверсе план и профиль каналов и надписи: «Старый соединительный канал (дл 7 1/4 в) / 1799—1808 / Новый соединительный канал (дл 8 в) / 1882—1886/ по направлению каналов/ стараго/ подъём и спуск 11,19 саж/ камер шлюзов 10/ новаго/ подъём и спуск 2,55 саж/ камер шлюзов 2». 1890—1896 гг. во время переустройства Мариинской системы произведены работы по расчистке от обвалов и наносов, вынуто 12000 куб. саж. грунта; канал уширен на 2 сажени (с неходовой стороны) на протяжении 520 саж. выше шлюза Св. Петра и на 526 саж. выше шлюза Св. Александра; устроено 7 вер. 423 саж. бечевника; устроено 8 вёрст телефонной линии.